# Lorne Balfe
Lorne Balfe (Inverness, 23 de febrer de 1976) és un compositor i productor escocès.

## Discografia
2012
- El cavaller fosc: la llegenda reneix (música de Hans Zimmer) (música addicional)
- The Frozen Ground
- Assassin's Creed III

2011
- Sherlock Holmes: A Game of Shadows (amb Hans Zimmer) (música addicional)
- Kung Fu Panda 2 (música addicional)
- Skylanders: Spyro's Adventure (amb Hans Zimmer)
- Assassin's Creed: Revelations (amb Jesper Kyd)
- Crysis 2 (amb Hans Zimmer)
- The Dilemma (amb Hans Zimmer)

2010
- Verizon
- Megamind (amb Hans Zimmer)
- Inception (música addicional)
- Ironclad
- Assassin's Creed: Brotherhood (Tràiler)
- Salinger (Documental sobre J. D. Salinger)

2009
- Àngels i dimonis (música addicional)
- Transformers: Revenge of the Fallen (música addicional)
- Sherlock Holmes (música de Hans Zimmer) (música addicional)
- Crying With Laughter
- Call of Duty: Modern Warfare 2 (amb Hans Zimmer)
- World War II in HD (Documental)